# Baar (Zug)
Baar – miasto i gmina (Politische Gemeinde) w środkowej Szwajcarii, w kantonie Zug. Leży nad rzeką Lorze.

## Demografia
W Baar mieszka 24 996 osób. W 2021 roku 31,4% populacji gminy stanowiły osoby urodzone poza Szwajcarią.

## Osoby

### urodzone w Baar
- Annemarie Huber-Hotz (1948–2019), szwajcarska polityk, która w latach 2000–2007 obejmowała stanowisko kanclerza federalnego

## Transport
Przez teren miasta przebiegają autostrada A14 oraz drogi główne nr 4, nr 338 i nr 381. 